# Валье-де-Чалько-Солидаридад
Валье-де-Чалько-Солидаридад (исп. Valle de Chalco Solidaridad)  —   город и муниципалитет в Мексике, входит в штат Мехико. Население — 332 279 человек.